# I WANT YOU (松田樹利亜の曲)
「I WANT YOU」（アイ・ウォント・ユー）は、日本の歌手・松田樹利亜の楽曲。1995年11月13日にワーナーミュージック・ジャパンから8枚目のシングルとして発売された。

## 内容
テレビ朝日系『mew』エンディング・テーマ。シンガーソングライター・作詞家の田村直美が作曲だけ提供した作品は本作で唯一である。

## 収録曲
1. I WANT YOU
  - 作詞：LISAGO　作曲：田村直美・石川寛門　編曲：月光恵亮・鷹羽仁
2. 倖せになろう
  - 作詞：LISAGO　作曲：松田樹利亜・月光恵亮　編曲：神長弘一・鷹羽仁
3. この世界のどこかで (inst.)

## レコーディング参加
- 神長弘一 - ギター
- 関雅夫 - ベース
- 鷹羽仁 - キーボード